# かたくり園
かたくり園（-えん）は、長野県松本市波田上海渡集落の東南側で、カタクリ等が群生する林縁の民有地である。地権者・地元住民・ボランティア団体・まちづくり協議会が協力して管理している。カタクリの見ごろは毎年4月中旬である。

## 概要
観察歩道に沿った約4000m2の細長い園内に、カタクリが約3万株ある。4月から5月にかけては、さまざまな山野草の花を見ることができる。まずアズマイチゲの群落が見られ、次にカタクリが咲きだし、その後ニリンソウの群落が出現する。その間にヤマエンゴサク、キバナノアマナ、オオヤマカタバミ、エンレイソウ、タチツボスミレ、ヒトリシズカ、ヤマブキなどが咲く。

## 歴史
一帯は、60年代後半までは桑畑として利用されており、桑株の陰に咲くカタクリが雑草扱いされていた。養蚕業の衰退とともに畑として利用されることがなくなり、山野草が増えた。90年代後半から、地元ボランティアと地主が協力して観察歩道を造り、山野草の保護に努め、「かたくり祭り」が十数年継続されて賑っていた。しかし高齢化などで「かたくり祭り」は行われなくなる。
　2020年代に入り生物多様性の重要性が叫ばれる中、この地域の美しい自然を後世に残していこうとする活動が再び始まっている。

## 要望
管理グループは、来訪者に次のことを要望している。
- ゴミは持ち帰ること
- 歩道以外には立ち入らないこと。草花の採集・樹木の傷つけをしないこと
- この地での気候から、長袖・ズボンが好ましい。また、スニーカー・トレッキングシューズ的な履き物が好ましい。

## アクセス
- アルピコ交通上高地線（通称・松本電鉄）渕東駅から徒歩約10分。この線路の南側の水田の中の道路を西に向かう。
- アルピコ交通上高地線　新島々駅から徒歩約１０分。国道158号線を松本方面に少し行くと右に線路を渡り段丘林を登る道がある。
- 駐車場がある（数台）

## 近隣の観光スポット
- 上海渡分水口　カタクリ園の西奥に梓川の水を隧道で引いてきて波田堰等に分ける分水口がある。段丘の高さも実感できる。
- 田村堂（国重要文化財）仁王像（県宝）　カタクリ園の横を通る鎌倉街道を道なりに南東に登り徒歩10分
- 若澤寺跡（松本市文化財）江戸時代栄えた寺だが廃仏毀釈で跡のみ残る。仁王門から参道を2km山に入る。